# Władimir Nazłymow
Władimir Aliwierowicz Nazłymow (ros. Владимир Аливерович Назлымов; ur. 1 listopada 1945 w Machaczkale) – radziecki szermierz, szablista, wielokrotny medalista igrzysk olimpijskich i mistrzostw świata.
Urodził się w stolicy Dagestanu i w rodzinnym mieście rozpoczął treningi. Największe sukcesy odnosił jednak w barwach CSKA Moskwa. 
Na igrzyskach olimpijskich w Meksyku w 1968 roku wspólnie z Umiarem Mawlichanowem, Markiem Rakitą, Wiktorem Sidiakiem i Eduardem Winokurowem zdobył złoty medal drużynowo. W zawodach indywidualnych był czwarty, przegrywając walkę o medal z Węgrem Tiborem Pézsą. Na rozgrywanych cztery lata później igrzyskach olimpijskich w Monachium był trzeci w turnieju indywidualnym, za Wiktorem Sidiakiem i Węgrem Péterem Marótem. Wraz z kolegami z reprezentacji zdobył także srebrny medal w zawodach drużynowych. Kolejne dwa medale wywalczył podczas igrzysk olimpijskich w Montrealu w 1976 roku. W zawodach indywidualnych był drugi, w finałach wygrał cztery z pięciu walk, plasując się tylko za Wiktorem Krowopuskowem. Parę dni później wspólnie z Wiktorem Krowopuskowem, Wiktorem Sidiakem, Michaiłem Burcewem i Eduardem Winokurowem zwyciężył drużynowo. Brał także udział w igrzyskach olimpijskich w Moskwie w 1980 roku, gdzie reprezentacja ZSRR w składzie: Wiktor Sidiak, Władimir Nazłymow, Wiktor Krowopuskow, Michaił Burcew i Nikołaj Alochin zdobyła złoty medal. Indywidualnie zajął tym razem ósme miejsce.
Podczas mistrzostw świata w Montrealu w 1967 roku wspólnie z Markiem Rakitą, Umiarem Mawlichanowem, Borisem Mielnikowem i Eduardem Winokurowem zwyciężył w zawodach drużynowych. W tej samej konkurencji zdobywał następnie złote medale na mistrzostwach świata w Hawanie (1969), mistrzostwach świata w Ankarze (1970), mistrzostwach świata w Wiedniu (1971), mistrzostwach świata w Grenoble (1974), mistrzostwach świata w Budapeszcie (1975), mistrzostwach świata w Buenos Aires (1977) i mistrzostwach świata w Melbourne (1979) oraz srebrne na mistrzostwach świata w Göteborgu (1973) i mistrzostwach świata w Hamburgu (1978). 
Równocześnie zdobył pięć medali indywidualnie: złote na mistrzostwach świata w Budapeszcie (1975) i mistrzostwach świata w Melbourne (1979), srebrny podczas mistrzostw świata w Buenos Aires (1977), oraz brązowe na mistrzostwach świata w Ankarze (1970) i mistrzostwach świata w Göteborgu (1973).
Odznaczony Orderem Przyjaźni Narodów, medalem „Za pracowniczą wybitność” i medalem „Za pracowniczą dzielność”. Wyemigrował do Stanów Zjednoczonych, gdzie przez wiele lat pracował jako trener. W latach 1995–1997 prowadził reprezentację USA.

## Starty olimpijskie
Meksyk 1968
- szabla drużynowo – złoto

Monachium 1972
- szabla drużynowo – srebro
- szabla indywidualnie – brąz

Montreal 1976
- szabla drużynowo – złoto
- szabla indywidualnie – srebro

Moskwa 1980
- szabla drużynowo – złoto